# Pontiac Grand Am
Pontiac Grand Am — середньорозмірний, а пізніше компактний автомобіль виробництва американської компанії Pontiac. У 1970-х роках виготовлялось два покоління Grand Am: з 1973 по 1975 рік і знову з 1978 по 1980 рік. Воно будувались на платформі GM A. Виробництво Grand Am припинили у 1980 році, коли він був замінений на Pontiac 6000. Виробництво Grand Am знову відновили у 1985 році, коли він замінив Pontiac Phoenix. Автомобіль був кращим по продажах автомобілем марки Pontiac, який пізніше замінили на Pontiac G6, названий тому що це мало бути 6-те покоління Grand Am.

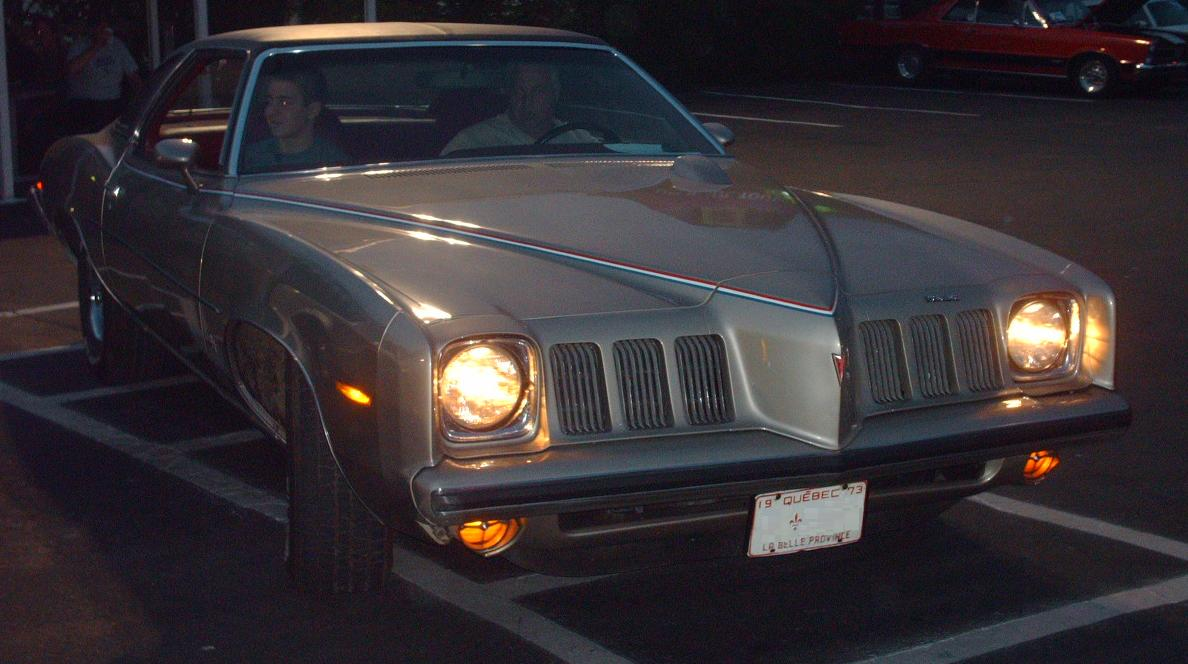
Pontiac Prix I (1973–1975)
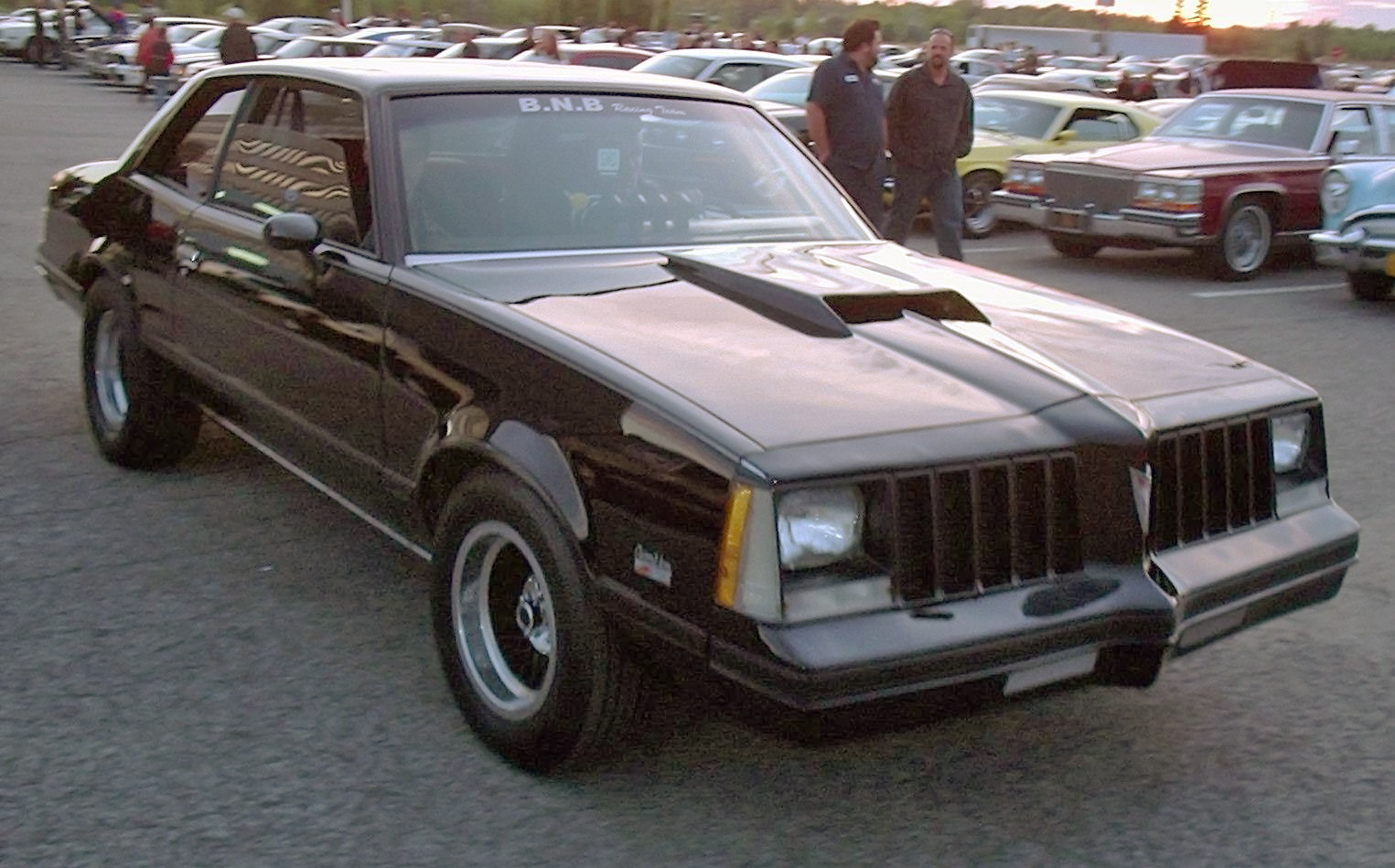
Pontiac Prix II (1978–1980)

## Третє покоління (1985–1991)

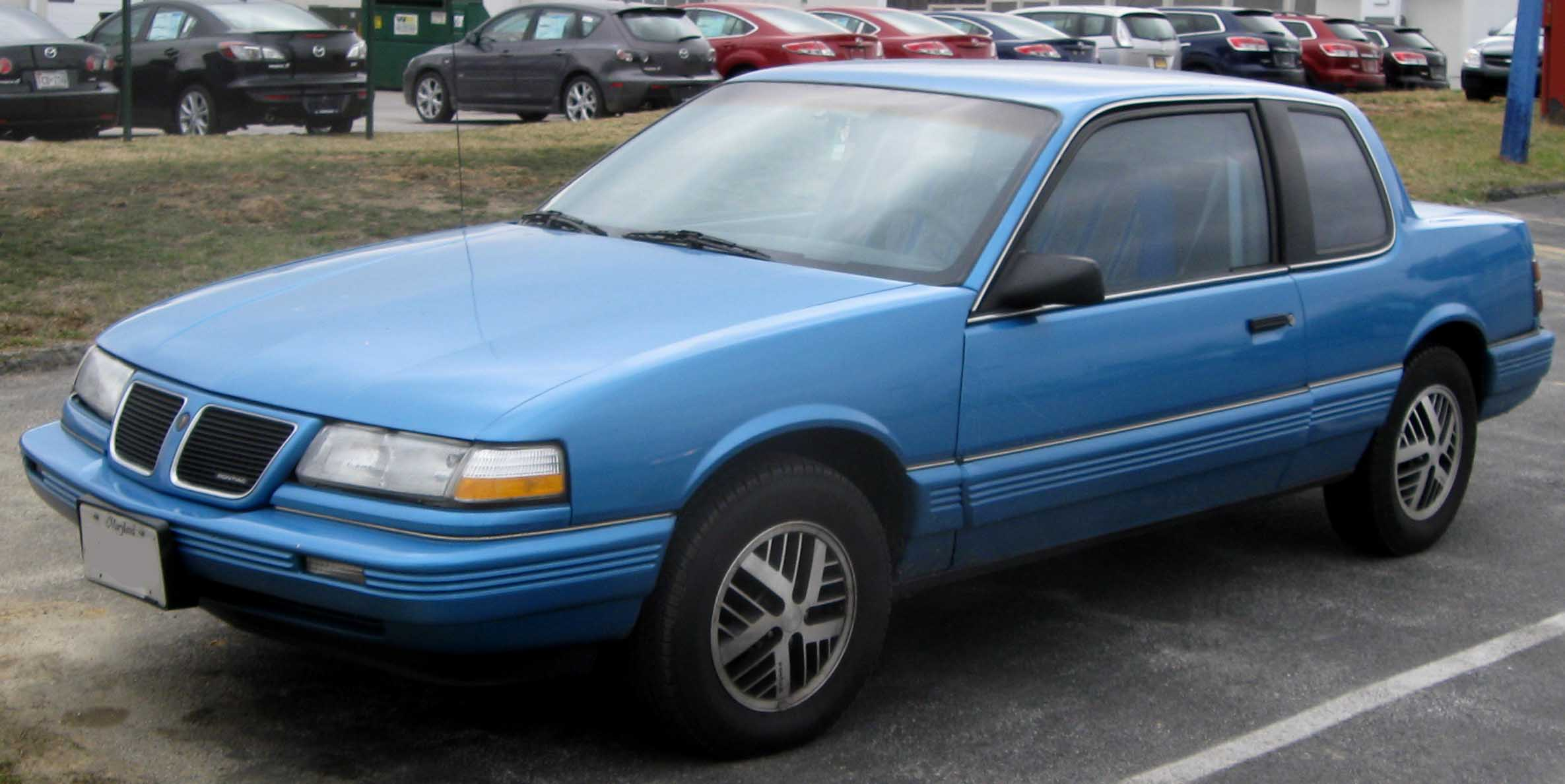
Pontiac Prix III (1985–1991)

- 2.0 L LT3 turbo I4
- 2.3 L LD2 I4
- 2.3 L LG0 I4
- 2.5 L Tech IV I4
- 3.0 L LN7 V6

## Четверте покоління (1991–1998)

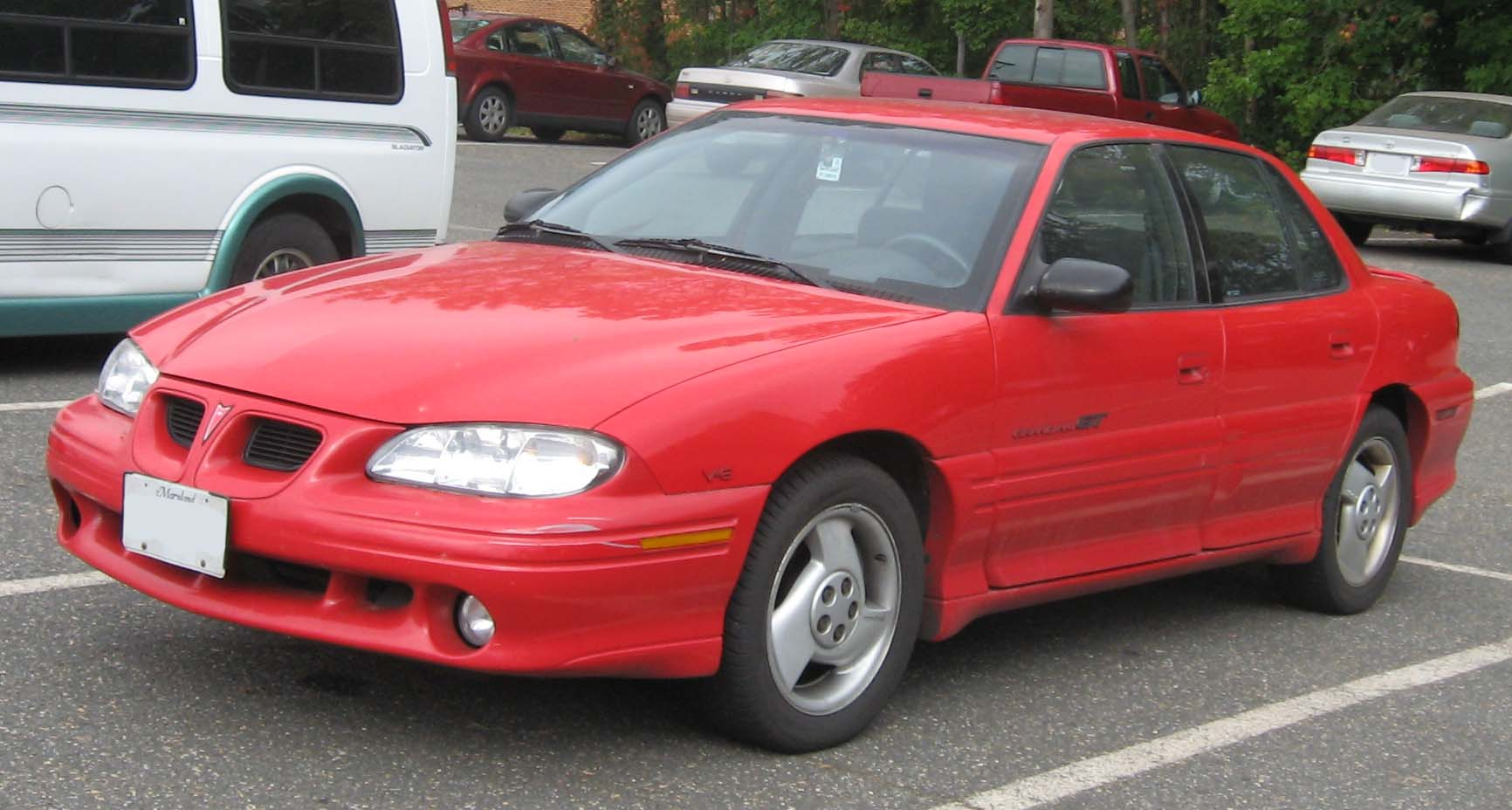
Pontiac Prix IV (1991–1998)

- 2.3 L L40 I4
- 2.3 L LD2 I4
- 2.3 L LD2 I4 (1995 Only)
- 2.3 L LG0 I4
- 2.4 L LD9 I4
- 3.1 L L82 V6
- 3.3 L LG7 V6

## П'яте покоління (1998–2005)

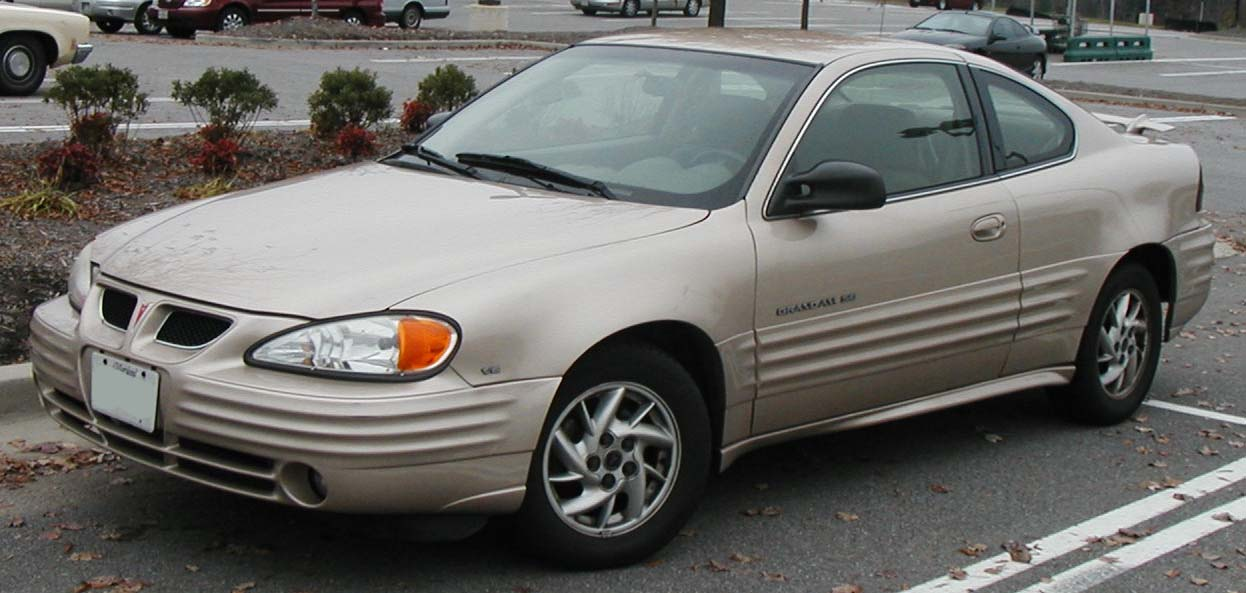
Pontiac Prix V (1998–2005)

- 2.2 L L61 Ecotec I4
- 2.4 L LD9 "Twin Cam" I4
- 3.4 L LA1 "3400" V6